# 額田部窯跡
額田部窯跡（ぬかたべかまあと）は、奈良県大和郡山市額田部北町にある窯跡。国の史跡に指定されている。

## 概要

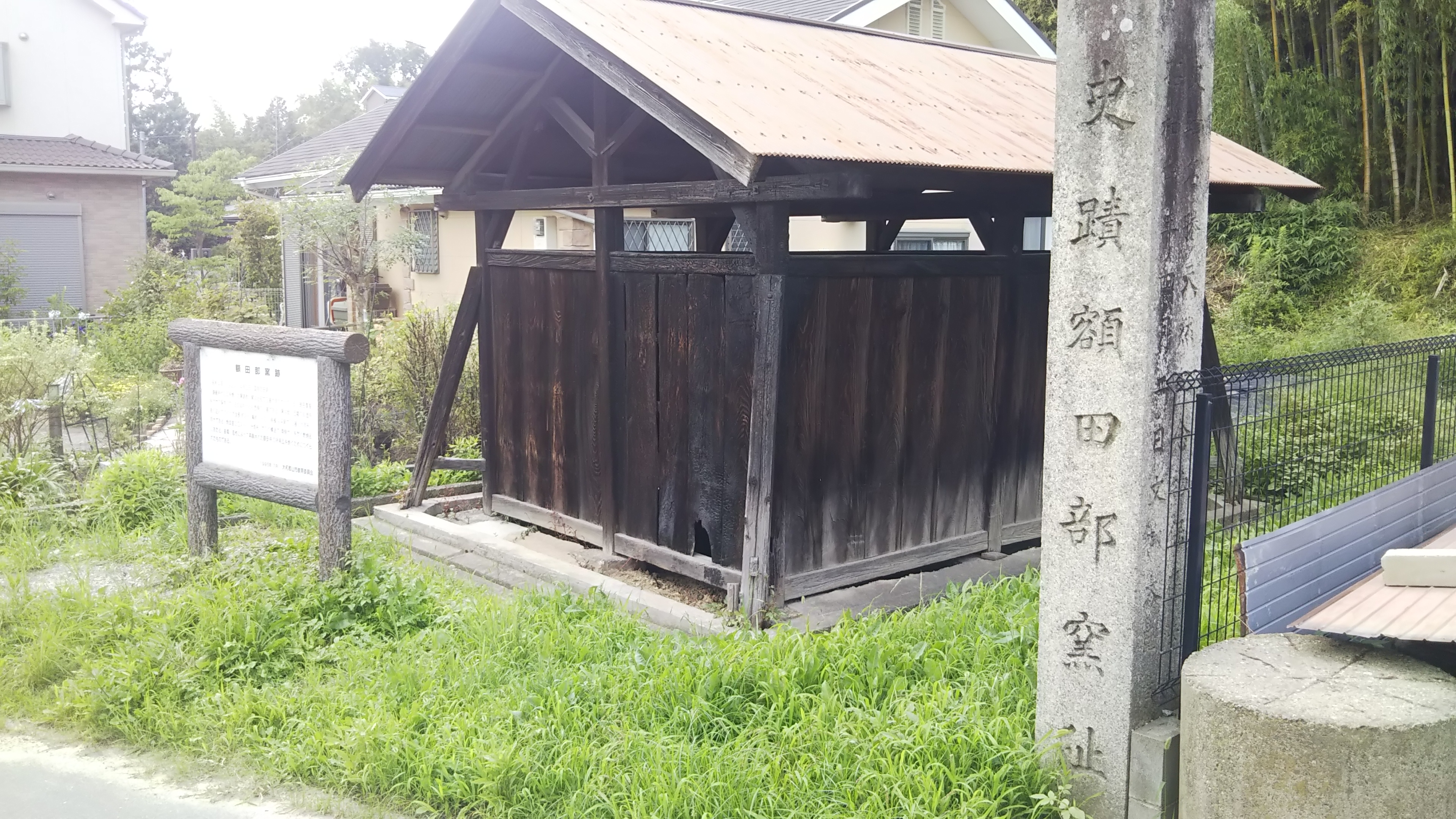
額田部窯跡

1928年（昭和3年）に、額安寺五輪塔（重要文化財）の西約30mの地点で発見された。出土遺物から鎌倉時代の瓦窯と判明し、鎌倉時代に額安寺が再興された際に瓦を焼いたとみられている。1929年（昭和4年）に国の史跡に指定された。
窯は全部で3基あり、東西に並んでいる。いずれも全長約2m、幅約1mの小規模な窯で、焼成室床面にロストル（細長い堤）を持つ「ロストル式平窯」と呼ばれるものである。燃焼室は南側に設けられ、焼成室床面より一段低くなっている。
現在、最も西側の窯が覆い屋をかけて保存されている。覆い屋は施錠されており、見学には事前に連絡が必要。

## アクセス
- 近鉄橿原線：平端駅から徒歩約15分